# Miguel Cantón Checa
Miguel Cantón Checa (Almería, 7 de marzo de 1928- 2004) fue un pintor español.

## Biografía
Miguel Cantón murió en 2003 en Almería:
Forma parte de los jóvenes estudiantes de la Escuela de Artes que exponen en el Tercer Concurso Provincial de Artesanía, en la propia Escuela (1946), consiguiendo el tercer premio por su obra Bodegón con lavafrutas. Perceval los apadrina y los incorpora a su tertulia de la Granja Balear, donde las tendencias de la pintura europea y mediterránea pasan a tener el principal protagonismo. Este grupo de jóvenes, liderados por Perceval, constituyen el Movimiento Indaliano y preparan la I Exposición Indaliana de Dibujos y Acuarelas en la Granja Balear. En mayo del 47 expone en el Círculo Mercantil en la muestra preliminar a la de los Indalianos en Madrid, siendo seleccionado para esta, celebrada en junio del mismo año. También es elegido para figurar en el VI Salón de los Once de Eugenio D’Ors (XII-1948).
En ese mismo año obtiene una beca de ampliación de estudios de la Diputación Provincial de Almería y marcha a Madrid, donde permanece hasta 1950, que es llamado al servicio militar. En 1952 contrae matrimonio e ingresa como profesor interino en el Instituto de Huércal Overa (Almería). Será el único pintor indaliano, junto con Perceval, que retorna a Almería. Compagina la docencia con los estudios en la Escuela Superior de Bellas Artes de Valencia, adquiriendo la categoría de catedrático de Instituto de Dibujo en 1962. Todos estos años fueron de trabajo y estudio, dejando la pintura un poco al margen. A partir de 1963 comienza a pintar con mayor asiduidad y, al jubilarse y regresar a la capital (1974), se reintegra a una gran labor pictórica.
Crea la Galería Argar en 1982, que sirve de referencia a los pintores y al coleccionismo de arte almeriense, sirviendo de punta de lanza a otros intentos posteriores de galerías de pintura, tanto de instituciones públicas como privadas. Una de las constantes de Cantón Checa es su continua e ingente producción pictórica que le hace exponer prácticamente todos los años en Almería y en otras ciudades españolas, tanto a nivel individual como colectivo. Igualmente destaca su capacidad de promoción a nivel nacional a través de textos biográficos y analíticos de su obra, realizados por prestigiosos críticos de la época.
 Respecto de la pintura, hay que estudiarlo como el pintor de un paisaje que ha evolucionado desde sus comienzos hasta sus últimos cuadros y, dentro del paisaje independiente de sus olivos, montañas y campos amarillos, enfatizar las calles y casas de La Chanca, con la que ha conseguido una simbiosis pictórica casi perfecta. Su pintura es figurativa, siguiendo los cánones indalianos, tratando de incorporar las de todos los ismos figurativos. Generalmente se expresa más en el mundo de la curva, pues la considera más espiritual que la recta, esto se puede apreciar en casi todas sus obras mediante el uso de arcos, volúmenes redondeados, que en su Chanca contrastan con la agresividad que indican sus perfiles rectos y angulados.
Cantón Checa era un indaliano más, quizás con mayor lastre que sus compañeros debido a la influencia de Gómez Abad. Sus primeras obras, bodegones y paisajes, estaban más cerca de los principios estéticos de los profesores de la Escuela de Artes y Oficios que de los indalianos. Por eso su evolución es más intensa. Se hace indaliano con la Chanca y esta se hace indaliana con Cantón Checa. Fruto de esta simbiosis, los críticos vieron un paisaje inédito para ellos, apreciándose los principios estéticos y teóricos del Movimiento Indaliano. Así, la Chanca transforma su pobreza en belleza cubista y la desolación de sus polvorientas veredas, en luminosidad mediterránea. Las gentes, sólo forman parte del paisaje, integrándose en las rocas que enmarcan los huecos de las entradas a las casas-cuevas. Algo parecido ocurre con su visión de Mojácar. Los protagonistas de sus cuadros son siempre casas y nunca figuras humanas, como desligando la belleza plástica de estos lugares de la gente humilde que los habita. Cuando aparece alguna persona en el paisaje lo hace de manera secundaria, como restándole importancia. Su obra tiene una gran riqueza cromática, luminosidad y brillantez. Las casas forman cubos o prismas, de colores brillantes, reflejando las reverberaciones del sol. El encalamiento de las paredes acentúa este efecto luminoso. En otras ocasiones las casas se confunden dentro de su luminosidad con las rugosidades de la montaña en que posan.
En sus paisajes destacan las cadenas montañosas y los campos con olivos. Éstos quizás sean influencias de su estancia en Huércal Overa y de sus viajes por las tierras de Jaén y la Mancha. El denominador común es la existencia de tres franjas horizontales. La superior la ocupa el cielo, generalmente en tonos brillantes, azules metálicos, verdes. La franja central incluye los olivos, de color verde, en tierras anaranjadas o amarillentas, colores cálidos que nos aproximan a un paisaje dominado por el hombre por medio de los olivos que contrastan vivamente con sus colores brillantes. La pincelada es suelta, sin detallismo, resaltada por el color inherente al tema que se desarrolla en el lienzo. Es una pincelada sobria y lisa que admite el juego preciso de salpicaduras y manchas de materia.
Realiza también paisajes donde dominan las lomas onduladas de Castilla, con estrías hundidas en el campo, dando la sensación de abanico de rayos de agresivos colores. Su paisaje tiene una rectitud en la composición y lealtad en la captación, dignificando el dibujo con valores cromáticos. Al dominar la luz ha llegado a poner el misterio del color, pero no se deja dominar por él. Pero en este paisaje no aprecia sólo la vegetación, ya que en él representa a veces figuras que, aunque estén en segundo plano, las crea con gran detallismo y realidad, plasmando el ambiente típico de ese lugar. Destacan los temas de campesinos rudos y curtidos por el sol, donde resalta el semblante y el ambiente del campo y las faenas típicas. También trata el desnudo en su obra, destacando la línea y mostrando una sensualidad fotográfica más que onírica.
 Es el pintor de la luz y el color, de la constancia y perseverancia, del arte entendido también como objeto de consumo y con un profundo afán de llegar a todos los públicos. Su labor como galerista merece también una consideración especial.
 Debido a sus casi trescientas exposiciones parece inabarcable la enumeración de las mismas. Entre las colectivas, destacamos: las primeras Indalianas del Museo Nacional de Arte Moderno (1947) y las del Salón de los Once de Eugenio D´Ors (1948); Arte Español Contemporáneo en Buenos Aires, Argentina y en Sao Paulo, Brasil (1948); I Bienal Hispano-Americana de Arte en el Museo Nacional de Arte Moderno de Madrid (1951); Homenaje a Eugenio D´Ors, Museo Nacional de Arte Moderno de Madrid (1954); Bienal Internacional de Pintura de Barcelona (1967); Exposición de la UNICEF, Club Urbis de Madrid (1969). Participa igualmente en todas las antologías indalianas celebradas en Almería y fuera de nuestra provincia, como la Antológica celebrada en Roquetas de Mar (VII-2005). De sus exposiciones individuales destacar que son casi 150 las celebradas en casi todas las provincias españolas. Obras más significativas: Autorretrato (1949), La Paulica (1967), Barranco de Chopí (1969), Desnudo (1973), Viejos jugando a las cartas (1975), La Chanca (1985).

## Estilo
Su estilo, pese a los alardes vanguardistas del Movimiento Indaliano, se puede considerar clásico, de una serenidad inspirada en Velázquez, natural, de dibujo casi arquitectónico y gran cromatismo: en ella son recurrentes los elementos temáticos locales como la naturaleza y agricultura de la provincia de Almería o el icónico barrio de La Chanca.
De él dijo Vicente Aleixandre:

Estamos ante un pintor de raza ajeno a las formas desapacibles, que modela e idealiza pero nunca adultera.